# Kvazar
Kvázar (angleško quasar, kratica od QUASi-stellAR radio source, navidezno zvezdni radijski vir) je astronomsko telo, ki je izredno močno in oddaljeno aktivno galaktično jedro. Kvazarje so odkrili kot vire, pri katerih je bil njihov spekter elektromagnetnega valovanja premaknjen v rdeči del. Premaknjena sta bila tudi dela radijskih valov in vidne svetlobe, podobno kot pri zvezdah in ne kot razširjeni viri kot pri galaksijah. Na začetku narava kvazarjev ni bila točno znana, sedaj pa prevladuje mnenje, da so kvazarji zgoščena območja 10 do 10.000 Schwarzschildovih polmerov, ki obkrožajo osrednje supermasivne črne luknje galaksij. Kvazarji oddajajo nekaj stokrat več energije od navadnih galaksij.

## Pregled
Rdeči premik kvazarjev je zelo velik, kar je posledica širjenja Vesolja med kvazarjem in Zemljo. Posledica rdečega premika je prek Hubblovega zakona ta, da so kvazarji zelo oddaljeni. Da jih je moč opaziti na takšnih razdaljah, izsevana energija kvazarjev prekaša izsevane energije drugih teles. Najsvetlejši kvazarji sevajo energijo, ki presega izsevano energijo povprečne galaksije, kar je enakovredno energiji bilijonu (1012 sonc. To sevanje se oddaja po spektru skoraj enakomerno, od rentgenskega dela do infrardečega dela z vrhom v ultravijoličnem in optičnem delu. Nekateri kvazarji so tudi močni viri radijskih valov in žarkov γ. na prvih slikah so bili kvazarji kot posamezne točke, in jih je bilo nemogoče ločiti od zvezd, razen njihove nenavadne spektre. S pomočjo infrardečih daljnogledov in Hubblovim vesoljskim daljnogledom, so v nekaterih primerih ugotovili »gostujoče galaksije«, ki obkrožajo kvazarje. Te galaksije so po navadi preveč temne, da jih je moč razločiti od bleščanja kvazarjev. Razločijo jih lahko le s temi posebnimi tehnikami. Večino kvazarjev ne moremo videti z majhnimi daljnogledi, izjema je na primer 3C 273 v ozvezdju Device, z navideznim sijem 12,9m. Z oddaljenostjo od Sonca 2,44 milijardi svetlobnih let je eden najbolj oddaljenih teles, neposredno opazljiv z ljubiteljsko opremo.
Nekaterim kvazarjem se v optičnem delu močno spreminja izsev in še močneje v rentgenskem delu, kar pomeni, da so majhni (velikosti Osončja ali manj), saj se izsev ne more hitreje spreminjati od hitrosti, ki jo prepotuje svetloba z enega do drugega konca. Relativistični siji curkov usmerjenih neposredno v smeri Zemlje pojasnijo najbolj skrajne primere. Največji znani rdeči premik za kvazar je 6,43, kar odgovarja razdalji približno 28 milijard svetlobnih let, če se upošteva trenutna privzeta vrednost Hubblove konstante 71 (km/s)/Mpc. Zaradi majhnih razlik pri definicijah razdalj v kozmologiji, je razpon razdalj lahko od 13,7 do 27,4 = 2 · 13,7 milijard svetlobnih let.
Kvazarje verjetno poganja akrecija snovi v supermasivne črne luknje v jedrih oddaljenih galaksij, tako da so ta telesa svetlejša različica splošnega razreda teles, znanih kot aktivne galaksije, oziroma aktivnih galaktičnih jeder. S 'kartiranjem odboja' so v kvazarjih izmerili velike osrednje mase (106 do 109 Sončevih. Nekaj ducatov bližnjih velikih galaksij, ki ne vsebujejo kvazarsko jedro, ima v svojih jedrih podobne črne luknje, tako da imajo verjetno vse velike galaksije črne luknje. Le majhen del takšnih galaksij pa oddaja dovolj močno sevanje in jih vidimo kot kvazarje. Snov, ki akrecija na črno luknjo verjetno ne bo padla neposredno v njo in bo imela nekaj vrtilne količine, ki bo povzročala, da se bo snov nabirala v akrecijskem disku.
Znanje o kvazarjih hitro narašča. Pred 1980-timi ni bilo splošnega soglasja o njihovem izvoru.